# Трени

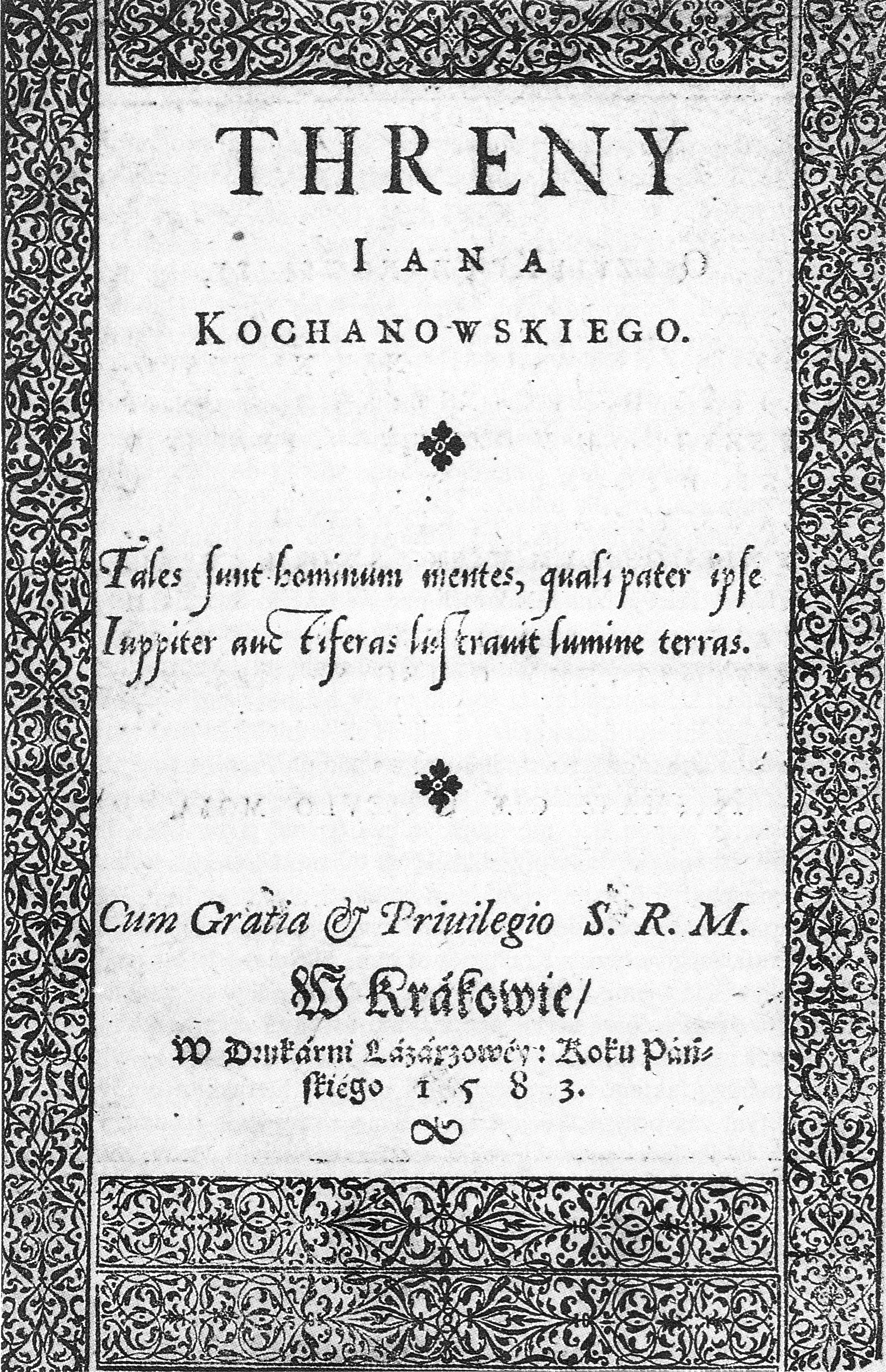
Видання «Тренів» 1583 року

«Трени» — цикл тренів написаних Яном Кохановським і присвячених його померлій донечці Урсулці. Збірка була написана за кілька місяців та видана у Кракові у 1580 році.

## Поняття «трен»
Трен — це літературний жанр, який походить ще з античності. Свої початки бере з давньогрецької погребальної поезії. Твір виражав почуття та емоції, головним чином скорботу та печаль, через смерть близької людини. Цей жанр піддавався впливам та змінам і був спорідненим з epicedium — жалобною піснею, яку співали над ложем померлого. У трена як і у epicedium була чітко окреслена будова:
- прославляння чеснот померлого;
- співчуття та переживання через втрату;
- скорбота і смуток після смерті;
- розрада;
- повчання.

## Історія та зміст циклу

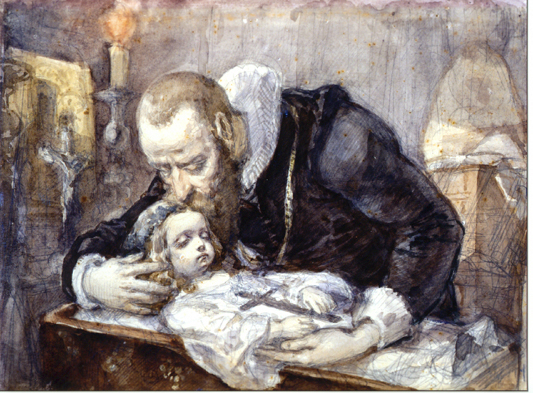
Ян Матейко «Кохановский біля гробу Урсули»

За своє життя Ян Кохановський був одружений з Доротою Подлодовською з якою мав доньку Урсулку. За словами самого письменника, вже у віці 3 років дівчинка проявила літературні та поетичні здібності і вся родина вважала її гідною заступницею. Проте несподівано Урсулка захворіла, найімовірніше на тиф, та померла. Її смерть стала справжньою трагедією для всіх родичів та близьких і ніхто не міг змиритися з такою втратою. Саме в пам'ять донечки, Ян Кохановський видає збірку «Трени» — 19 плачів-елегій.
Сюжет збірки — це своєрідний поступовий рух, окресленого на початку твору психологічного почуття горя, через всі ступені його еволюції — від вибуху розпачу і жалю до пошуку втіхи, за яким приходить поступове притуплення болю, визнання найвищої справедливості законів природи та примирення з трагічністю людського життя.
Ліризм і водночас драматизм цих творів наближають трени до народного голосіння. Відтворення глибини людського горя, яскрава емоційність у його передачі, психологізм у зображенні людських переживань, гіркі роздуми про долю людини і закони буття роблять «Трени» Кохановського шедевром світової лірики.
У тренах особливо вражає мудрість і розум поета: це розум простоти і ясності, розум відкритий і широкий – розум великої і поетичної душі. Це і визначає всю своєрідність його філософських віршів. У них автор начебто заново, поетично відкриває найпростіші і вічні істини. Він просвітлює повсякденні речі, підвищує їх поезією і підіймає на філософський рівень. Тож, саме у простоті, мудрості, поетичності і філософії криється секрет невмирущої сили їх впливу на читача.
У цих неординарних віршах те, Кохановський зміг відобразити те, що хвилювало людей усіх часів і народів та продовжує бентежити у наші дні. Ці дев’ятнадцять скорботних плачів, сповнені гірких переживань – відображення усієї глибини людського горя та болісні роздуми про долю людини і закони буття. А тема сім’ї, звернення до релігії, філософські роздуми про життя і смерть, змалювання сили почуттів – всі ці ознаки роблять елегії Кохановського сучасними і цікавими для читачів сьогодення.